# ジェフリー・ジャクソン・ベル
ジェフリー・ジャクソン・ベル（Jeffrey Jackson Bell、1953年 - ）は、アメリカ合衆国のテレビ脚本家、プロデューサーである。
『Xファイル』でテレビでのキャリアが始まり、3シーズンに渡って参加する。『エンジェル』では脚本、エグゼクティブ・プロデューサーの他に、最後の2シーズンでショーランナーを務めた。
ワーナーの『V』ではプロジェクトの初期段階に参加していた。

## 私生活
インディアナ州で生まれ、シンシナティ大学でデザインと撮影を学ぶ。その後カリフォルニア州に移り、1990年にUCLAの演劇・映画・テレビ学部でMFAを取得する。20分の卒業制作映画『Radio Inside』は、1994年にエリザベス・シューとウィリアム・マクナマラ出演で長編映画『ラジオ・インサイド』として公開された。
ベルはUCLAのプロデューサー・プログラムで客員助教授を務めている。

## 主な脚本作品
- Xファイル The X-Files (1999-2000)
  - 第6シーズン第7話「レイン・キング」
  - 第6シーズン第16話「絶滅種」
  - 第7シーズン第6話「ゴールドバーグ」
  - 第7シーズン第9話「神のお告げ」
  - 第8シーズン第9話「救済」

- エンジェル Angel (2001-2004)
  - 第3シーズン第2話「幻覚」
  - 第3シーズン第6話「ビリー」
  - 第3シーズン第8話「胎動」
  - 第3シーズン第14話「疎外感」
  - 第3シーズン第17話「追求」
  - 第3シーズン第20話「見知らぬ世界」
  - 第4シーズン第4話「ベツレヘムへ身をかがめ」
  - 第4シーズン第8話「Habeas Corpses」
  - 第4シーズン第12話「Calvary」
  - 第4シーズン第16話「Players」
  - 第4シーズン第19話「The Magic Bullet」 兼監督
  - 第5シーズン第6話「The Cautionary Tale of Numero Cinco」 兼監督
  - 第5シーズン第22話「Not Fade Away」 兼監督

- エイリアス Alias (2005)
  - 第4シーズン第4話「アイス・ファイブ」 兼監督
  - 第4シーズン第12話「ナディアの過去」
  - 第4シーズン第20話「スローンの背信」 兼監督
  - 第5シーズン第6話「レイチェルの始動」 兼監督

- デイ・ブレイク Day Break (2006)
  - 第1シーズン第8話「What If He's Not Alone?」
  - 第1シーズン第12話「What If She's the Key?」

- ハーパーズ・アイランド 惨劇の島 Harper's Island (2009)
  - 第1シーズン第2話「獲物を高く吊るせ!」
  - 第1シーズン第7話「私をキャンプに連れてって」
  - 第1シーズン第13話「悲しみは海の彼方に」

- Agents of S.H.I.E.L.D. (2013)
  - 第1シーズン第2話「0-8-4」
  - 第1シーズン第4話「Eye-Spy」